# Wasenhorn (Brig)
Wasenhorn (italienska: Punta Terrarossa) är en bergstopp i Schweiz.   Den ligger i distriktet Brig och kantonen Valais, i den södra delen av landet, 90 km sydost om huvudstaden Bern. Toppen på Wasenhorn är 3 246 meter över havet, eller 476 meter över den omgivande terrängen. Bredden vid basen är 2,7 km.
Terrängen runt Wasenhorn är huvudsakligen mycket bergig. Närmaste större samhälle är Brig, 9,7 km nordväst om Wasenhorn. 
Trakten runt Wasenhorn består i huvudsak av gräsmarker. Runt Wasenhorn är det glesbefolkat, med 10 invånare per kvadratkilometer.